# Adolf Süsterhenn

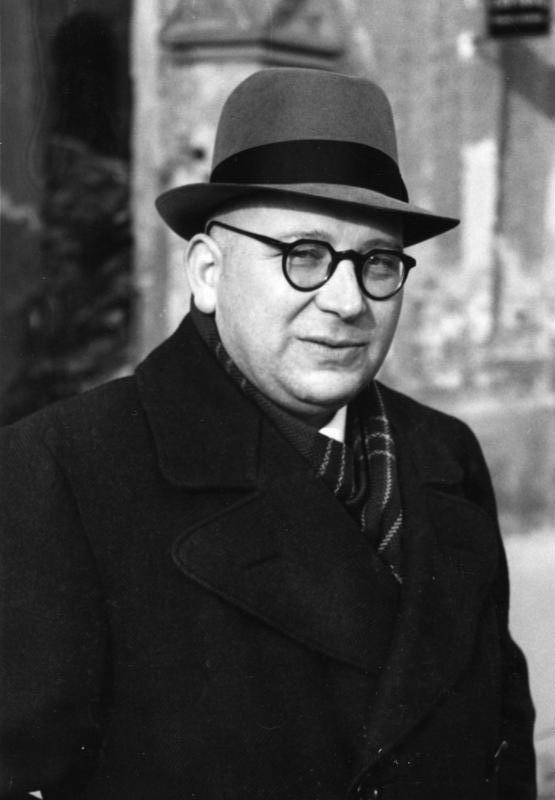
Adolf Süsterhenn, 1949

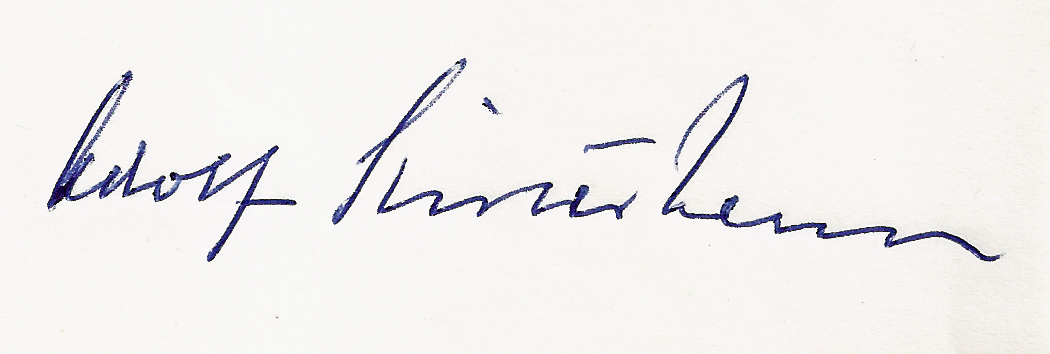
Adolf Süsterhenn. Signatur 1959

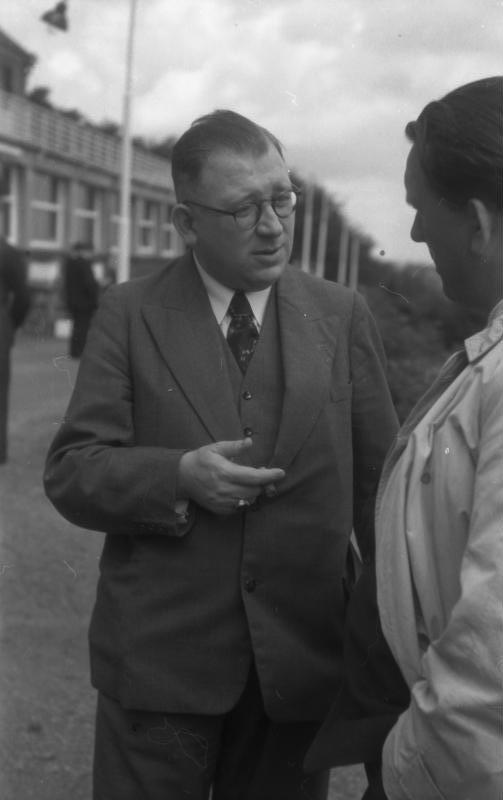
Adolf Süsterhenn auf der Rittersturz-Konferenz 1948

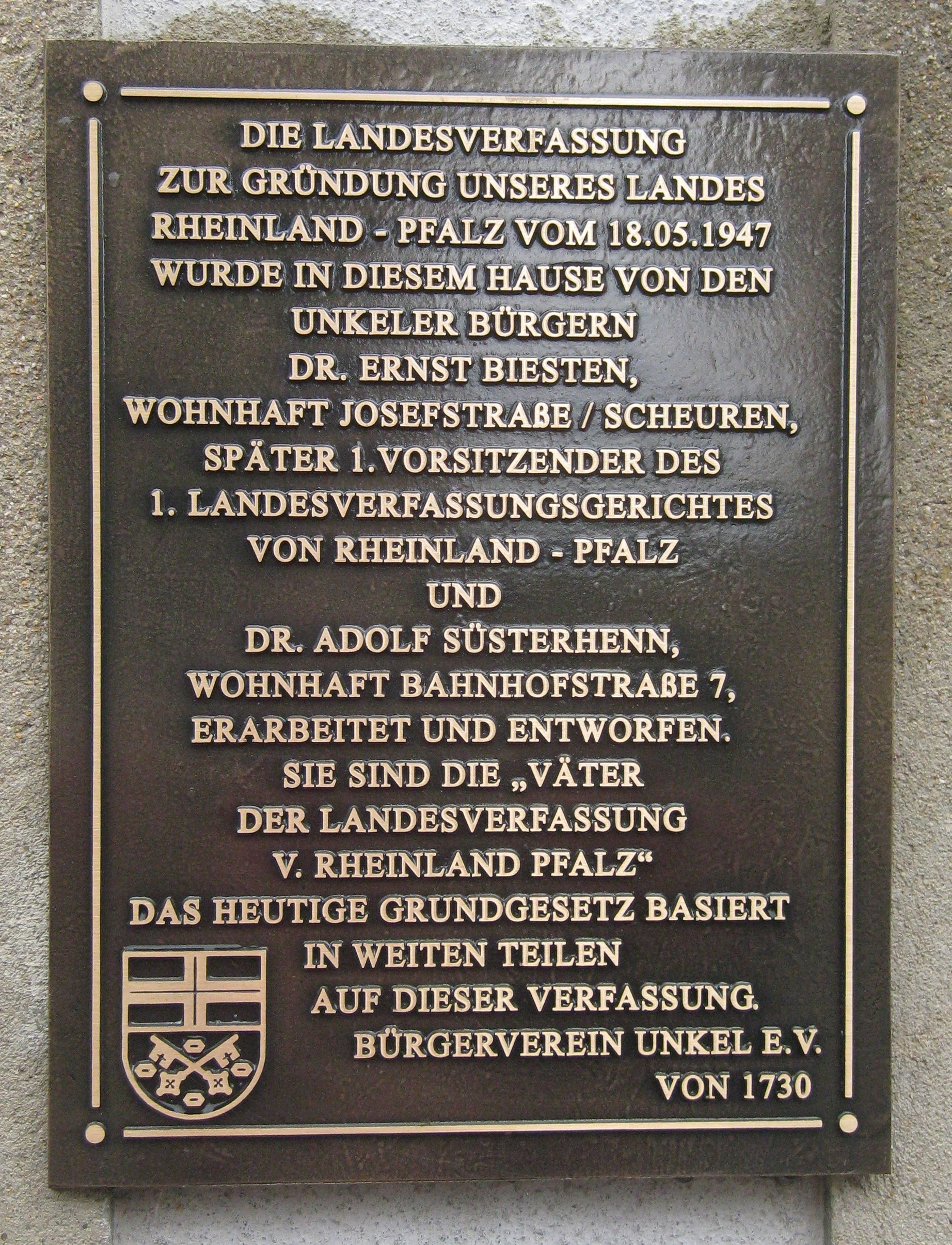
Gedenktafel am ehemaligen Wohnhaus in Unkel

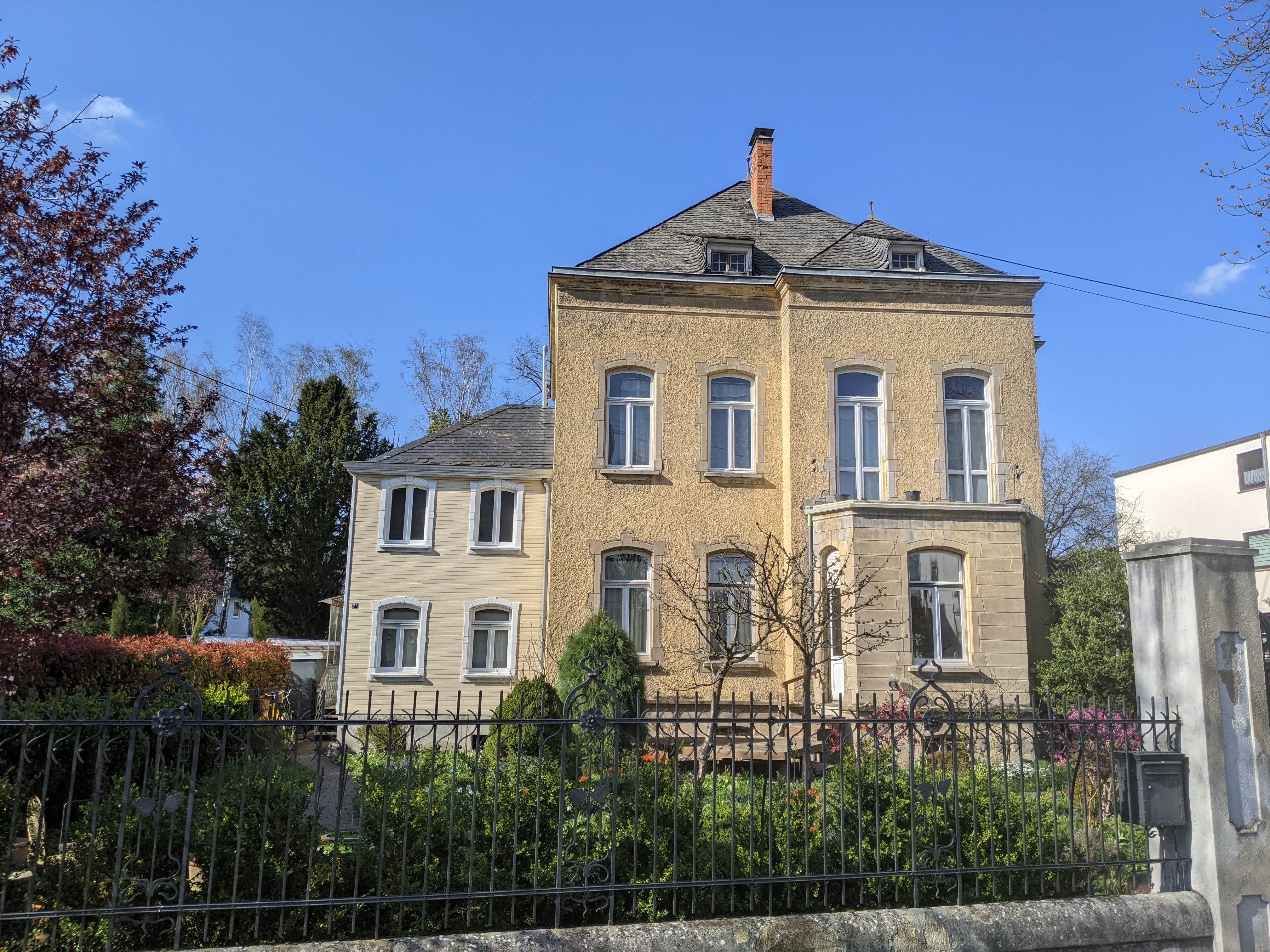
Wohnhaus von Süsterhenn in Unkel, Bahnhofstraße 7, in dem die Verfassung für Rheinland-Pfalz entworfen und bearbeitet wurde

Adolf Süsterhenn (* 31. Mai 1905 in Köln; † 24. November 1974 in Koblenz) war ein deutscher Staatsrechtler und Politiker: Er gilt als „geistiger Vater“ der Landesverfassung für Rheinland-Pfalz, war Minister in Rheinland-Pfalz, als einer der führenden Köpfe des Parlamentarischen Rates einer der „Baumeister der Bundesrepublik Deutschland“, Präsident des Oberverwaltungsgerichts und Vorsitzender des Verfassungsgerichtshofs von Rheinland-Pfalz sowie Mitglied des Deutschen Bundestages; in seiner Wahlheimat Rheingönheim zählte er 1945 zu den Mitbegründern der Christlich Demokratischen Union Deutschlands (CDU).

## Leben
1923 legte Süsterhenn sein Abitur am Schiller-Gymnasium in Köln-Ehrenfeld ab, zu dessen „direttore“ Albert Maier er bis in die 1950er Jahre Kontakt hielt.
Während der Weimarer Republik war Süsterhenn Mitglied der Katholischen Hochschulgemeinde und der Zentrumspartei in Köln. Für das Sommersemester 1923 immatrikulierte er sich an der Universität Freiburg, wo er seit dem 14. Mai 1923 Mitglied der K.D.St.V. Hohenstaufen Freiburg im Breisgau im CV. war. Darüber hinaus war er Mitglied folgender Verbindungen im Cartellverband der katholischen deutschen Studentenverbindungen (CV): KDStV Rappoltstein (Straßburg) zu Köln, AV Rheinstein Köln, VKDSt Hasso-Rhenania Mainz, CV-Verbindung Rheno-Palatia Breslau zu Mainz sowie KDStV Asgard (Düsseldorf) zu Köln. In Freiburg wohnte er anfangs in der Erbprinzenstraße 16. Im Wintersemester 1923 wechselte er an die Universität zu Köln, wo er 1927 die erste Juristische Staatsprüfung ablegte.
Ab 1933 war er Stadtverordneter in seiner Heimatstadt. Während der Zeit des Nationalsozialismus verteidigte er als Anwalt ehemalige Zentrumspolitiker und Ordensgeistliche.
Nach 1945 avancierte er zum Vorsitzenden der Vorbereitenden Verfassungskommission für das neue deutsche Bundesland Rheinland-Pfalz, wo er ab 1946 verschiedene Ministerämter in der provisorischen Regierung und der 1. Wahlperiode (18. Mai 1947 bis 17. Mai 1951) innehatte:
- ab 3. Dezember 1946: Justizminister in der provisorischen Landesregierung des Ministerpräsidenten Wilhelm Boden
- im Übergangskabinett ab 13. Juni 1947: Minister für Justiz und Kultus
- ab 9. Juli 1947 im Kabinett Peter Altmeier: Minister für Justiz, Erziehung und Kultus
- ab 14. Dezember 1949 im Kabinett Peter Altmeier: Minister für Justiz, Unterricht und Kultus

Bereits 1946 verfocht Süsterhenn einen auf starke Länderrechte bedachten, aber gegen einen Bund deutscher Länder offenen Föderalismus. Seine Anschauungen leitete er aus einem naturrechtlich begründeten Subsidiaritätsprinzip ab.
Seine von antiken Denkern und katholischen Kirchengelehrten beeinflusste Naturrechtskonzeption vertrat der Staatsrechtler Adolf Süsterhenn bereits im Verfassungskonvent auf Herrenchiemsee und ab September 1948 im Parlamentarischen Rat in Bonn, wo er stellvertretender Vorsitzender der CDU/CSU-Fraktion wurde. Die „Verantwortung vor Gott“ in der Präambel des Grundgesetzes, das Bekenntnis zu einer starken Stellung des Bundesverfassungsgerichts und die Kompetenzvermutung zugunsten der Länder gehen auf seinen Einsatz mit zurück. Die Verfassungsgebung hat Süsterhenn als Akt der geistigen Auseinandersetzung mit dem vorausgegangenen Unrechtsregime begriffen. Er hat der Allmacht des Staates Grenzen setzen wollen. Hierfür ist ihm die Bindung der Staatsgewalt an die Grundrechte entscheidend gewesen. Damit diese Postulate keine unverbindlichen Programmsätze blieben, kam es ihm auf die Stärkung der richterlichen Gewalt an, in der er ein konservatives, bewahrendes Element sah. Die besondere Leistung von Adolf Süsterhenn hat darin bestanden, zusätzlich Institutionen und Verfahren zu schaffen, welche die Durchsetzung der verfassungsrechtlichen Bindung der Staatsgewalten ermöglichten. Hierzu zählen eine effektive Verwaltungsgerichtsbarkeit sowie die Einrichtung einer Verfassungsgerichtsbarkeit als wirksame Hüterin der Verfassung.
Trotz seiner christlichen Prägung war er ein Verfechter der Todesstrafe. Süsterhenn behauptete, die Todesstrafe sei „im Dienste der Gerechtigkeit“ notwendig.
Durch einen schweren Autounfall am 5. Mai 1949 wurde er an der Teilnahme der Schlussabstimmung des Parlamentarischen Rates am 8. Mai 1949 gehindert, bei der die Mehrheit des Rates die Abschaffung der Todesstrafe beschloss.
Seine Ministerämter in Mainz musste er aufgrund der Unfallfolgen aufgeben; er verzichtete nach der Landtagswahl 1951 auf eine Wiederberufung in die Landesregierung.
Von 1951 bis 1961 war Süsterhenn Präsident des Verfassungsgerichtshofs und des Oberverwaltungsgerichts von Rheinland-Pfalz, ab 1951 war er Honorarprofessor an der Hochschule für Verwaltungswissenschaften in Speyer. 1954 bis 1974 engagierte er sich als Mitglied der Europäischen Kommission für Menschenrechte in Straßburg und als Mitglied der Versammlung der Westeuropäischen Union und der NATO-Parlamentarier-Konferenz sowie 1961 bis 1965 als Mitglied der Beratenden Versammlung des Europarates. Er gehörte zum Umfeld der Abendländischen Akademie.
Im Jahre 1961 kehrte Süsterhenn jedoch wieder in die Politik zurück. Er war Mitglied des Bundestages bis 1969. Aufsehen erregte Süsterhenn 1965 mit der von ihm mit-initiierten Aktion Saubere Leinwand, mit der er nach seiner Auffassung Unsittliches aus dem Kino verbannen wollte.
Er stellte im Mai 1965 einen Antrag, das Grundgesetz zu ändern. Die Verfassungsbestimmung „Kunst und Wissenschaft, Forschung und Lehre sind frei“ sollte um den Passus ergänzt werden, dass diese Freiheit nur „im Rahmen der allgemeinen sittlichen Ordnung“ gelte. Diesen Antrag unterstützten etwa zwei Drittel der CDU/CSU-Abgeordneten im Bundestag. Allerdings fehlte die Rückendeckung der führenden Parteimitglieder, während FDP und SPD eine Grundgesetzänderung entschieden ablehnten. In einem Interview im Magazin Der Spiegel vom 19. Mai 1965 unter dem Titel Droht eine Diktatur der Unanständigkeit? berief er sich dabei auf das „gesunde Volksempfinden“.
In der CDU/CSU-Fraktion zählte er zu den Gegnern von Bundeskanzler Ludwig Erhard, dem er eine Vernachlässigung der deutsch-französischen Beziehungen vorwarf.
1973 wurde ihm die Ehrendoktorwürde der Theologischen Fakultät Trier verliehen.
Süsterhenn verstarb am 24. November 1974 in Koblenz und wurde auf dem Friedhof im Stadtteil Horchheim, in dem er jahrelang wohnte, begraben. Sein Nachlass wird im Landeshauptarchiv Koblenz verwaltet.

## Publikationen
- Schriften zum Natur-, Staats- und Verfassungsrecht. Hrsg. von Peter Bucher. V. Hase & Koehler Verlag, Köln 1991, ISBN 3-7758-1246-6 (Veröffentlichungen der Kommission des Landtages für die Geschichte des Landes Rheinland-Pfalz. 16).
- Der Durchbruch des Naturrechts in der deutschen Verfassungsgesetzgebung nach 1945. In: Hermann Conrad/Heinrich Kipp (Hrsg.): Gegenwartsprobleme des Rechts. Beiträge zum Staats-, Kirchen- und Völkerrecht sowie zur Rechtsphilosophie. Bd. 1. Paderborn 1950, S. 43–52.
- Der supranationale Schutz der Menschenrechte in Europa. Athenäum-Verlag, Frankfurt/M. 1962.
- Unternehmensfreiheit und Mißbrauchsaufsicht: eine verfassungsrechtliche Untersuchung zur Novellierung des Rechts der marktherrschenden Unternehmen (§§ 22–24 des Gesetzes gegen Wettbewerbsbeschränkungen). Duncker & Humblot, Berlin 1965.
- Der supranationale Schutz der Menschenrechte in Europa. Athenäum-Verlag, Frankfurt am Main 1962 (Demokratische Existenz heute. 6).
- Föderalistische Ordnung. Rhenania Druck- und Verlagsgesellschaft, Koblenz 1961.
- Der geistesgeschichtliche Standort der Christlich-Demokratischen und der Christlich-Sozialen Union, in: Seidel, Hanns: Weltanschauung und Politik. Ein Beitrag zum Verständnis der Christlich-Sozialen Union in Bayern. 2. Aufl. München 1961, S. 27–57.
- Die geistigen Grundlagen der NATO. Verlag Staat und Gesellschaft, Bonn 1960.
- Christlicher Geist in der Europäischen Gemeinschaft. Bund Katholischer Unternehmer e. V., Köln 1953.
- Adolf Süsterhenn, Hans Schäfer: Kommentar der Verfassung für Rheinland-Pfalz, mit Berücksichtigung des Grundgesetzes für die Bundesrepublik Deutschland. Humanitas-Verlag, Koblenz 1950.
- Die naturrechtlichen Grundlagen der internationalen Zusammenarbeit. UNA Europäische Verlagsgesellschaft, Wiesbaden 1949.
- Adolf Süsterhenn, Vinzenz Rüfner: Wir Christen und die Erneuerung des staatlichen Lebens. Bamberger Verlagshaus, Bamberg 1948 (Kleine allgemeine Schriften zur Philosophie, Theologie und Geschichte. H. 12/13).